# Норт-Кроссетт (Арканзас)
Норт-Кроссетт (англ. North Crossett) — переписна місцевість (CDP) в США, в окрузі Ешлі штату Арканзас. Населення — 2756 осіб (2020).

## Географія
Норт-Кроссетт розташований за координатами 33°10′27″ пн. ш. 91°55′55″ зх. д. / 33.17417° пн. ш. 91.93194° зх. д. (33.174132, -91.931854).  За даними Бюро перепису населення США в 2010 році переписна місцевість мала площу 26,74 км², з яких 26,68 км² — суходіл та 0,07 км² — водойми.

## Демографія
Згідно з переписом 2010 року, у переписній місцевості мешкало 3119 осіб у 1276 домогосподарствах у складі 907 родин. Густота населення становила 117 осіб/км².  Було 1464 помешкання (55/км²). 
Расовий склад населення:
| - 84,4 % — білих - 13,0 % — чорних або афроамериканців - 0,4 % — корінних американців - 0,3 % — азіатів |

До двох чи більше рас належало 1,2 %. Іспаномовні складали 2,1 % від усіх жителів.
За віковим діапазоном населення розподілялося таким чином: 24,5 % — особи молодші 18 років, 60,2 % — особи у віці 18—64 років, 15,3 % — особи у віці 65 років та старші. Медіана віку мешканця становила 39,1 року. На 100 осіб жіночої статі у переписній місцевості припадало 95,7 чоловіків;  на 100 жінок у віці від 18 років та старших — 91,9 чоловіків також старших 18 років.
Середній дохід на одне домашнє господарство  становив 44 148 доларів США (медіана — 36 163), а середній дохід на одну сім'ю — 50 651 долар (медіана — 44 784). За межею бідності перебувало 15,8 % осіб, у тому числі 25,8 % дітей у віці до 18 років та 14,2 % осіб у віці 65 років та старших.
Цивільне працевлаштоване населення становило 1114 особи. Основні галузі зайнятості: виробництво — 22,9 %, освіта, охорона здоров'я та соціальна допомога — 20,5 %, роздрібна торгівля — 13,5 %, будівництво — 9,8 %.